# Ксенжно (Браневський повіт)
Ксенжно (пол. Księżno, нім. Fürstenau) — село в Польщі, у гміні Вільчента Браневського повіту Вармінсько-Мазурського воєводства.
Населення — 196 осіб (2011).
У 1975-1998 роках село належало до Ельблонзького воєводства.

## Демографія
Демографічна структура станом на 31 березня 2011 року:
|          | Загалом | Допрацездатний вік | Працездатний вік | Постпрацездатний вік |
| -------- | ------- | ------------------ | ---------------- | -------------------- |
| Чоловіки | 83      | 16                 | 54               | 13                   |
| Жінки    | 113     | 22                 | 69               | 22                   |
| Разом    | 196     | 38                 | 123              | 35                   |